# Stadion MOSiR-u w Cieszynie
Stadion MOSiR-u – wielofunkcyjny stadion w Cieszynie, w Polsce. Został otwarty w 1931 roku. Może pomieścić 4000 widzów. Swoje spotkania rozgrywają na nim piłkarze klubu Piast Cieszyn.
Obiekt powstał w 1931 roku, choć było to wówczas jedynie boisko (potocznie nazywane „gimpel”), z którego korzystała szkolna młodzież. W latach 50. XX wieku obiekt przejęła Stal Cieszyn. Arenę poddano gruntownej modernizacji i ponownie otwarto w 1955 roku. Na otwarcie, przy ośmiotysięcznej widowni, rozegrano mecz pomiędzy drużynami reprezentującymi Ostrawę i Śląsk, jednak w drużynie Śląska wystąpili gracze III-ligowi, stąd piłkarze z Ostrawy wygrali aż 8:0. W 1969 roku doszło do fuzji Stali z Piastem Cieszyn, który swoje mecze rozgrywał na tzw. boisku „Pod Wałką”, położonym ok. kilometr na południe od obiektu Stali. W wyniku fuzji powstał KS Cieszyn (w 1979 roku przemianowany na Piast), który zadomowił się na dotychczasowym stadionie Stali. W 1972 roku przy obiekcie powstał pawilon sportowy z pomieszczeniami i urządzeniami do obsługi stadionu. W 1978 roku stadion był jedną z aren 31. Turnieju Juniorów UEFA. W ramach turnieju na stadionie odbyły się dwa spotkania fazy grupowej, 7 maja Szkocja wygrała z Portugalią 1:0, a dwa dni później Portugalia pokonała RFN również 1:0. Przed turniejem dokonano remontu stadionu. W 1999 roku obiekt został przejęty przez Miejski Ośrodek Sportu i Rekreacji.